# 熱力學狀態
熱力學狀態（英語：Thermodynamic state）是指一組描述熱力學系統的狀態。個別的參數一般會稱為狀態變數、狀態參數或是熱力學變數。只要一熱力學系統中有足夠多的已知狀態，其他的狀態就已被確定，而所需要的狀態數量視系統複雜程度而定。
例如一封閉簡單系統，其中有二公升的氧氣，壓力為一大氣壓，此即為此系統的熱力學狀態，其他的狀態變數
（溫度、熵、內能）等都已被確定。

## 狀態函數
狀態函數也稱為態函數、熱力學變數，可以描述一熱力學系統在某特定時間下的條件。狀態變數的總變化量只和初始狀態及最終狀態有關，不論系統從一個狀態到另一個狀態之間所經過的路徑為何，狀態變數的總變化量均不受影響，因此狀態變數的微量變化均為全微分。
相對狀態函數的是過程函數，總變化量和一個狀態到另一個狀態之間所經過的路徑有關。像功、熱都是過程函數。
狀態函數包括熵、壓力、溫度、體積等，其中也包含了像内能、焓等「 熱力學勢」，也就是具有能量因次的熱力學函數。許多熱力學圖可用來分析狀態函數之間的變化。

## 平衡狀態
自然界有許多複雜的動態系統，不過許多時候這些系統的狀態可以用一些理想條件下的結果來近似，其中一個理想條件就是穩定平衡狀態。根據許多實驗的結果，熱力學假設一個不受外界環境影響的系統會趨近一個穩定的平衡狀態。以下是幾種不同的平衡狀態：
- 熱平衡：若一系統的溫度是均勻的，則稱此系統為熱平衡。
- 力學平衡：若系統的每一點沒有受到壓力，且沒有物體的運動，則稱此系統為力學平衡。
- 相平衡：指系統中各相的質量均為一定值，不隨時間改變。
- 化學平衡：指系統的化學成份及比例固定，不隨時間改變。

## 封閉簡單系統
封閉簡單系統也是一種常見的理想條件，封閉簡單系統是指一個理想系統，系統不和外界交換質量（封閉系統），系統內部沒有絕熱、剛體的邊界，物質可自由在系統的各部份移動，且不受外界力場或慣性力的影響。根據狀態原則，此系統可以由二個獨立的狀態變數完全描述，狀態變數可能是溫度、壓力、或是特定化學物質的質量。因此許多化學物質在相分佈及內含狀態（包括密度、熱容、熱傳導率、粘度、熵或焓等）可以整理成對應壓力及溫度的函數。